# Collegio di Gravesham
Gravesham è un collegio elettorale inglese situato nel Kent rappresentato alla Camera dei comuni del parlamento del Regno Unito. Elegge un membro del parlamento con il sistema maggioritario a turno unico; l'attuale parlamentare è Lauren Sullivan del Partito Laburista, che rappresenta il collegio dal 2024.

## Estensione
Sin dalla creazione del collegio, i suoi confini sono gli stessi di quelli del borgo di Gravesham. La maggiore città del collegio è Gravesend.

## Membri del parlamento
| Elezione | Elezione       | Deputato        | Partito      |
| -------- | -------------- | --------------- | ------------ |
|          | 1983           | Tim Brinton     | Conservatore |
| 1987     | Jacques Arnold |                 | Conservatore |
|          | 1997           | Chris Pond      | Laburista    |
|          | 2005           | Adam Holloway   | Conservatore |
|          | 2024           | Lauren Sullivan | Laburista    |

## Elezioni

### Elezioni negli anni 2020
| Partito                    | Partito                                           | Candidato                  | Risultati 4 luglio 2024 | Risultati 4 luglio 2024 |
| Partito                    | Partito                                           | Candidato                  | Voti                    | %                       |
| -------------------------- | ------------------------------------------------- | -------------------------- | ----------------------- | ----------------------- |
|                            | Laburista                                         | Lauren Sullivan            | 16 623                  | 38,45                   |
|                            | Conservatore                                      | Adam Holloway              | 13 911                  | 32,18                   |
|                            | Reform UK                                         | Matthew Fraser Moat        | 8 910                   | 20,61                   |
|                            | Verde                                             | Rebecca Hopkins            | 2 254                   | 5,21                    |
|                            | Lib Dem                                           | Ukonu Obasi                | 1 534                   | 3,55                    |
|                            |                                                   |                            |                         |                         |
| Iscritti                   | Iscritti                                          | Iscritti                   | 73 088                  | 100,00                  |
| ↳ Votanti (% su iscritti)  | ↳ Votanti (% su iscritti)                         | ↳ Votanti (% su iscritti)  | 43 232                  | 59,15                   |
| ↳ Astenuti (% su iscritti) | ↳ Astenuti (% su iscritti)                        | ↳ Astenuti (% su iscritti) | 29 856                  | 40,85                   |
|                            |                                                   |                            |                         |                         |
|                            | Esito: collegio passa da Conservatore a Laburista |                            |                         |                         |

### Elezioni negli anni 2010
| Partito                    | Partito                                   | Candidato                  | Risultati 12 dicembre 2019 | Risultati 12 dicembre 2019 |
| Partito                    | Partito                                   | Candidato                  | Voti                       | %                          |
| -------------------------- | ----------------------------------------- | -------------------------- | -------------------------- | -------------------------- |
|                            | Conservatore                              | Adam Holloway              | 29 580                     | 62,20                      |
|                            | Laburista                                 | Lauren Sullivan            | 13 999                     | 29,43                      |
|                            | Lib Dem                                   | Ukonu Obasi                | 2 584                      | 5,43                       |
|                            | Verdi                                     | Marna Gilligan             | 1 397                      | 2,94                       |
|                            |                                           |                            |                            |                            |
| Iscritti                   | Iscritti                                  | Iscritti                   | 73 242                     | 100,00                     |
| ↳ Votanti (% su iscritti)  | ↳ Votanti (% su iscritti)                 | ↳ Votanti (% su iscritti)  | 47 560                     | 64,94                      |
| ↳ Astenuti (% su iscritti) | ↳ Astenuti (% su iscritti)                | ↳ Astenuti (% su iscritti) | 25 682                     | 35,06                      |
|                            |                                           |                            |                            |                            |
|                            | Esito: collegio confermato a Conservatore |                            |                            |                            |

| Partito                    | Partito                                   | Candidato                  | Risultati 8 giugno 2017 | Risultati 8 giugno 2017 |
| Partito                    | Partito                                   | Candidato                  | Voti                    | %                       |
| -------------------------- | ----------------------------------------- | -------------------------- | ----------------------- | ----------------------- |
|                            | Conservatore                              | Adam Holloway              | 27 237                  | 55,59                   |
|                            | Laburista                                 | Mandy Garford              | 17 890                  | 36,51                   |
|                            | UKIP                                      | Emmanuel Feyisetan         | 1 742                   | 3,56                    |
|                            | Lib Dem                                   | James Willis               | 1 210                   | 2,47                    |
|                            | Verdi                                     | Marna Gilligan             | 723                     | 1,48                    |
|                            | Indipendente                              | Micheal Rogan              | 195                     | 0,40                    |
|                            |                                           |                            |                         |                         |
| Iscritti                   | Iscritti                                  | Iscritti                   | 73 074                  | 100,00                  |
| ↳ Votanti (% su iscritti)  | ↳ Votanti (% su iscritti)                 | ↳ Votanti (% su iscritti)  | 49 106                  | 67,20                   |
| ↳ Astenuti (% su iscritti) | ↳ Astenuti (% su iscritti)                | ↳ Astenuti (% su iscritti) | 23 968                  | 32,80                   |
|                            |                                           |                            |                         |                         |
|                            | Esito: collegio confermato a Conservatore |                            |                         |                         |

| Partito                    | Partito                                   | Candidato                  | Risultati 7 maggio 2015 | Risultati 7 maggio 2015 |
| Partito                    | Partito                                   | Candidato                  | Voti                    | %                       |
| -------------------------- | ----------------------------------------- | -------------------------- | ----------------------- | ----------------------- |
|                            | Conservatore                              | Adam Holloway              | 23 484                  | 46,84                   |
|                            | Laburista                                 | Tanmanjeet Singh Dhesi     | 15 114                  | 30,14                   |
|                            | UKIP                                      | Sean Marriott              | 9 306                   | 18,56                   |
|                            | Verdi                                     | Mark Lindop                | 1 124                   | 2,24                    |
|                            | Lib Dem                                   | Anne-Marie Bunting         | 1 111                   | 2,22                    |
|                            |                                           |                            |                         |                         |
| Iscritti                   | Iscritti                                  | Iscritti                   | 74 280                  | 100,00                  |
| ↳ Votanti (% su iscritti)  | ↳ Votanti (% su iscritti)                 | ↳ Votanti (% su iscritti)  | 50 139                  | 67,50                   |
| ↳ Astenuti (% su iscritti) | ↳ Astenuti (% su iscritti)                | ↳ Astenuti (% su iscritti) | 24 141                  | 32,50                   |
|                            |                                           |                            |                         |                         |
|                            | Esito: collegio confermato a Conservatore |                            |                         |                         |

| Partito                    | Partito                                   | Candidato                  | Risultati 6 maggio 2010 | Risultati 6 maggio 2010 |
| Partito                    | Partito                                   | Candidato                  | Voti                    | %                       |
| -------------------------- | ----------------------------------------- | -------------------------- | ----------------------- | ----------------------- |
|                            | Conservatore                              | Adam Holloway              | 22 956                  | 48,53                   |
|                            | Laburista Co-Op                           | Kathryn Smith              | 13 644                  | 28,84                   |
|                            | Lib Dem                                   | Anna Arrowsmith            | 6 293                   | 13,30                   |
|                            | UKIP                                      | Geoffrey Clark             | 2 265                   | 4,79                    |
|                            | Democratici                               | Steve Uncles               | 1 005                   | 2,12                    |
|                            | Verdi                                     | Richard Crawford           | 675                     | 1,43                    |
|                            | Indipendente                              | Alice Dartnell             | 465                     | 0,98                    |
|                            |                                           |                            |                         |                         |
| Iscritti                   | Iscritti                                  | Iscritti                   | 70 182                  | 100,00                  |
| ↳ Votanti (% su iscritti)  | ↳ Votanti (% su iscritti)                 | ↳ Votanti (% su iscritti)  | 47 303                  | 67,40                   |
| ↳ Astenuti (% su iscritti) | ↳ Astenuti (% su iscritti)                | ↳ Astenuti (% su iscritti) | 22 879                  | 32,60                   |
|                            |                                           |                            |                         |                         |
|                            | Esito: collegio confermato a Conservatore |                            |                         |                         |

### Elezioni negli anni 2000
| Partito                    | Partito                                           | Candidato                  | Risultati 5 maggio 2005 | Risultati 5 maggio 2005 |
| Partito                    | Partito                                           | Candidato                  | Voti                    | %                       |
| -------------------------- | ------------------------------------------------- | -------------------------- | ----------------------- | ----------------------- |
|                            | Conservatore                                      | Adam Holloway              | 19 739                  | 43,69                   |
|                            | Laburista                                         | Chris Pond                 | 19 085                  | 42,24                   |
|                            | Lib Dem                                           | Bruce Parmenter            | 4 851                   | 10,74                   |
|                            | UKIP                                              | Geoff Coates               | 850                     | 1,88                    |
|                            | English Independence                              | Christopher Nickerson      | 654                     | 1,45                    |
|                            |                                                   |                            |                         |                         |
| Iscritti                   | Iscritti                                          | Iscritti                   | 68 661                  | 100,00                  |
| ↳ Votanti (% su iscritti)  | ↳ Votanti (% su iscritti)                         | ↳ Votanti (% su iscritti)  | 45 179                  | 65,80                   |
| ↳ Astenuti (% su iscritti) | ↳ Astenuti (% su iscritti)                        | ↳ Astenuti (% su iscritti) | 23 482                  | 34,20                   |
|                            |                                                   |                            |                         |                         |
|                            | Esito: collegio passa da Laburista a Conservatore |                            |                         |                         |

| Partito                    | Partito                                | Candidato                  | Risultati 7 giugno 2001 | Risultati 7 giugno 2001 |
| Partito                    | Partito                                | Candidato                  | Voti                    | %                       |
| -------------------------- | -------------------------------------- | -------------------------- | ----------------------- | ----------------------- |
|                            | Laburista                              | Chris Pond                 | 21 773                  | 49,89                   |
|                            | Conservatore                           | Jacques Arnold             | 16 911                  | 38,75                   |
|                            | Lib Dem                                | Bruce Parmenter            | 4 031                   | 9,24                    |
|                            | UKIP                                   | William Jenner             | 924                     | 2,12                    |
|                            |                                        |                            |                         |                         |
| Iscritti                   | Iscritti                               | Iscritti                   | 69 599                  | 100,00                  |
| ↳ Votanti (% su iscritti)  | ↳ Votanti (% su iscritti)              | ↳ Votanti (% su iscritti)  | 43 639                  | 62,70                   |
| ↳ Astenuti (% su iscritti) | ↳ Astenuti (% su iscritti)             | ↳ Astenuti (% su iscritti) | 25 960                  | 37,30                   |
|                            |                                        |                            |                         |                         |
|                            | Esito: collegio confermato a Laburista |                            |                         |                         |

## Risultati dei referendum

### Referendum sulla permanenza del Regno Unito nell'Unione europea del 2016
|             | Collegio  | Lasciare UE % | Rimanere in UE % |
| ----------- | --------- | ------------- | ---------------- |
|             | Gravesham | 65,4%         | 34,6%            |
| Inghilterra | 53,3%     | 46,7%         |                  |
| Regno Unito | 51,9%     | 48,1%         |                  |